# Gian Paolo Polesini
Gian Paolo Polesini (21. prosince 1818 Poreč – 13. července 1882 Poreč) byl rakouský šlechtic a politik italské národnosti z Istrie, v 2. polovině 19. století poslanec Říšské rady.

## Biografie
Pocházel z istrijského šlechtického rodu Polesini. Mezi jeho příbuzné patřil vědec Giovanni Polesini (1739–1829) spolu s bratrem Francescem Polesinim (1730–1819), jenž zastával úřad biskupa v Poreči. Gian Paolo studoval v Udine, pak v letech 1839–1841 na Vídeňské univerzitě a v roce 1844 získal na Padovské univerzitě titul doktora práv. Během revolučního roku 1848 se zapojil do italského separatistického hnutí. V roce 1857 se ve Vídni vyslovil pro osvobození Istrie.
V roce 1861 se stal poslancem Istrijského zemského sněmu. Uvádí se také, že byl předsedou zemského sněmu. Zastával tehdy rovněž funkci okresního hejtmana. Opětovně byl zemským poslancem v letech 1867–1882. Byl starostou Poreče. Založil ve městě spolek Società agraria Istriana a spořitelnu. Udržoval styky s dalšími italskými národovci v regionu (například Antonio Madonizza).
Zasedal rovněž coby poslanec Říšské rady (celostátního parlamentu Předlitavska), kam poprvé nastoupil v prvních přímých volbách roku 1873 za kurii venkovských obcí v Istrii, obvod Poreč, Koper, Pula atd. V roce 1873 se uvádí jako baron Johann Paul von Polesini, statkář, bytem Poreč. V roce 1873 zastupoval v parlamentu provládní blok Ústavní strany (centralisticky a provídeňsky orientované). V roce 1878 byl členem poslaneckého klubu levice.
Zemřel v červenci 1882.
Jeho syn Benedetto Polesini byl vlastníkem budovy, ve které zasedal istrijský zemský sněm a roku 1922 ji věnoval istrijské provincii.